# كلب الماء الكانتابري
كلب الماء الكانتابري هي سلالة محلية من الكلاب تم تطويرها في ،شمال اسبانيا، كمساعد للصيادين. تم تصنيف السلالة من قبل اللجنة التابعة لوزارة البيئة الإسبانية في 22 مارس 2011 و تم الاعتراف به من قبل الجمعية الملكية للكلاب باعتباره مجموعة مختلفة من كلاب الماء الاسبانية

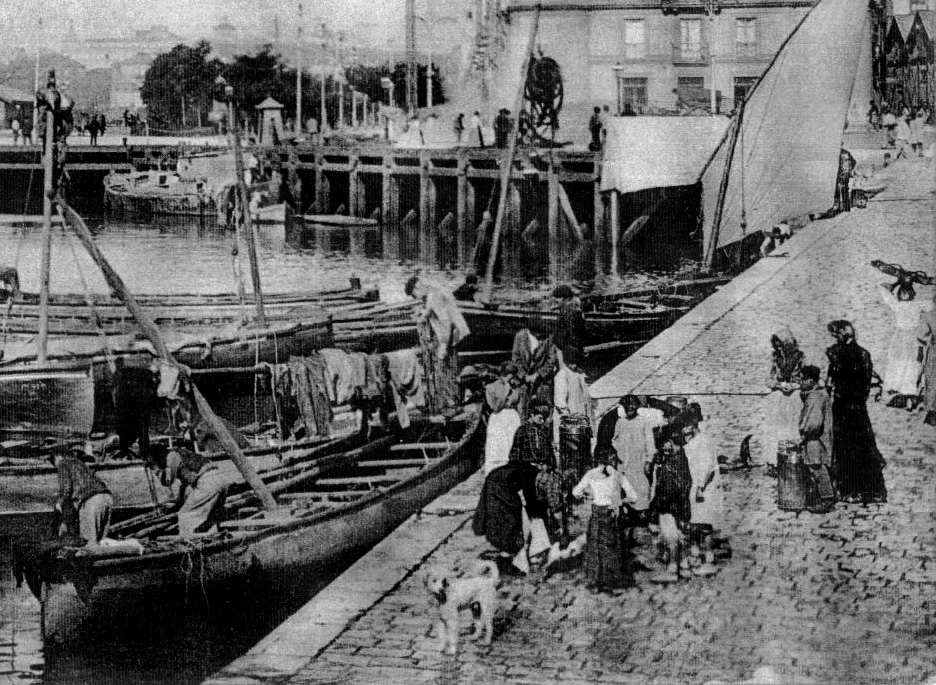
كلب الماء الكانتابري في أوائل القرن العشرين في ميناء سانتاندر، كانتابريا.

يعتبر كلب الماء الكانتابري من السكان القدماء في شمال شبه الجزيرة الايبيرية . السلالة معروفة اجتماعيًا وثقافيًا وتاريخيًا . ارتبط عمل هذه السلالة بأعمال صيد الأسماك: جمع الأسماك التي سقطت في الماء، مراقبة السفن عندما ترسو في الميناء، أخذ الحبل بين السفن إلى الرصيف، أو العمل كرجل إنقاذ.